# Bernardo Ortiz de Montellano
Bernardo Ortiz de Montellano (Città del Messico, 3 gennaio 1899 – Città del Messico, 13 aprile 1949) è stato un poeta, drammaturgo e saggista messicano, oltre che giornalista, docente di lettere e funzionario del ministero dell'Istruzione.

## Biografia
Bernardo Ortiz de Montellano nacque il 3 gennaio 1899 a Città del Messico, figlio di Bernardo Ortiz de Montellano Guerrero e di Guadalupe Ruiz.
Studiò alla Escuela Nacional Preparatoria.
Bernardo Ortiz de Montellano fu membro del gruppo di giovani intellettuali denominato i "Contemporáneos", redattore di El Trovador, recensore di libri presso il Ministero della Pubblica Istruzione (SEP) e docente della Escuela de Verano della Università nazionale autonoma del Messico.
Nel 1928 fondò con Bernardo J. Gastélum, Jaime Torres Bodet e Enrique González Rojo, la rivista postmodernista Contemporáneos, che guidò dal 1929 al 1931; diresse anche Letras de México (1941) e partecipò alla fondazione di Cuadernos Americanos.
Tra i suoi temi preferiti delle sue raffinate poesie, vicine al postmodernismo, vi furono i miti, l'onirico e l'indigeno. Partendo dal modernismo, Ortiz de Montellano si impegnò per rinnovare il linguaggio letterario e di espandere gli orizzonti della lirica messicana, inserendovi non solamente il mondo onirico, ma anche le "corrispondenze" di Charles Baudelaire, le analogie di Gérard de Nerval, la libertà spirituale di William Blake, oltre che elementi letterari di Thomas Stearns Eliot.
Tra le sue poesie si ricordano: le opere del primo periodo giovanile Avidità (Avidez, 1921), I sette colori girano (El trompo de siete colores, 1925), le opere più personali del periodo più maturo Sogni (Sueños, 1933), Morte del cielo azzurro (Muerte de cielo azul, 1937) e Sogno e poesia (Sueño y poesía, 1952), la sua opera più importante.
Importanti risultarono anche i poemi in prosa, quali Rete (Red, 1928), Diario dei miei sogni (Diario de mis sueños), in cui commentò con modalità estetico-psicologiche i propri versi riguardanti i sogni, influenzato dal surrealismo, oltre che i racconti come Cinque ore senza cuore (Cinco horas sin corazón, 1940),nei quali l'autore realizzò anche una satira sul mondo meccanizzato.
Tradusse poesie del popolo indigeno messicano Nahua, in lingua nahuatl, e scrisse un volume sulla poesia indigena in Messico, con lo scopo di rivalutarla; l'influenza di questa poesia si ebbe soprattutto nei due lavori, nelle due messe in scena di marionette intitolate Il cappello (El Sombrerón, 1931) e La testa di Salomé (La cabeza de Salomé, 1946).
Come saggista scrisse la Letteratura della rivoluzione e della letteratura rivoluzionaria (Literatura de la Revolución y literatura revolucionaria, 1930), Schema di letteratura moderna messicano (Esquema de la literatura mexicana moderna, 1931), La poesia indigena del Messico (La poesía indígena de México, 1935) e Letteratura indigena e coloniale messicana (Literatura indígena y colonial mexicana, 1946), tra gli altri.
Come biografo, si possono menzionare i titoli Figura, amore e morte di Amado Nervo (Figura, amor y muerte di Amado Nervo, 1943) e Ombre e luci di Ramón López Velarde (Sombra y luz de Ramón López Velarde, 1946).
Bernardo Ortiz de Montellano morì il 13 aprile 1949 a Città del Messico.

## Opere

### Poesie
- Avidità (Avidez, 1921);
- I sette colori girano (El trompo de siete colores, 1925)
- Sogni (Sueños, 1933);
- Morte del cielo azzurro (Muerte de cielo azul, 1937);
- Sogno e poesia (Sueño y poesía, 1952).

### Prosa
- Rete (Red, 1928);
- Diario dei miei sogni (Diario de mis sueños);
- Cinque ore senza cuore (Cinco horas sin corazón, 1940).

### Saggi
- Letteratura della rivoluzione e della letteratura rivoluzionaria (Literatura de la Revolución y literatura revolucionaria, 1930);
- Schema di letteratura moderna messicano (Esquema de la literatura mexicana moderna, 1931);
- La poesia indigena del Messico (La poesía indígena de México, 1935);
- Figura, amore e morte di Amado Nervo (Figura, amor y muerte di Amado Nervo, 1943);
- Ombre e luci di Ramón López Velarde (Sombra y luz de Ramón López Velarde, 1946);
- Letteratura indigena e coloniale messicana (Literatura indígena y colonial mexicana, 1946).